# Schloss Rutzau

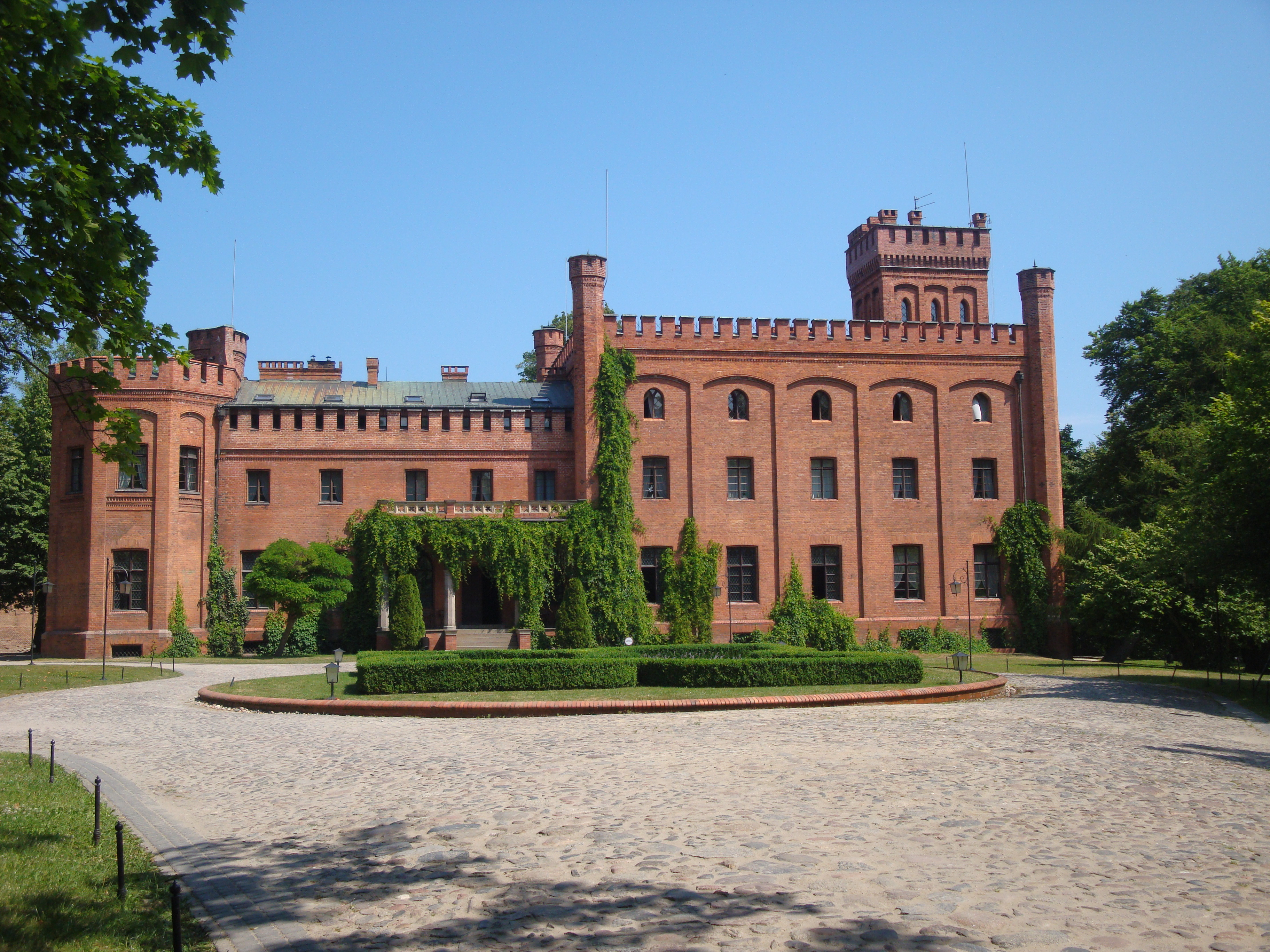
Schloss Rutzau

Schloss Rutzau (polnisch pałac w Rzucewie) ist ein Schloss in Rucewo, 6 km südlich von Putzig.

## Geschichte
Im Jahr 1576 erwarb der Starost von Puck Ernst von Weiher den Besitz und ließ ein Herrenhaus errichten. 1676 erwarb es Michal Kazimierz Radziwiłł. Königinwitwe Maria Kazimiera de la Grange erbte das Gut und lebte zeitweilig hier. Nach ihrem Tod ging es von Jakub Sobieski, 1720 an Jerzy Piotr Przebedowski.
1782 erwarb der britische Konsul von Danzig, Alexander Gibsone, das Gut und schenkte es Otto Heinrich von Keyserlingk. In den napoleonischen Kriegen wurde das Herrenhaus konfisziert und zerstört.
Im Jahr 1837 ging das Eigentum an Gustav Friedrich Eugen von Below. 1851 war Friedrich Wilhelm IV. zu Gast auf dem Gut, um einer Sonnenfinsternis beizuwohnen, die in Westpreußen am besten sichtbar war.
Das heutige Schloss wurde 1840 bis 1845 in backsteingotischer Manier nach Plänen von Friedrich August Stüler errichtet. Der Schlosspark erstreckt sich bis zur Steilküste. Heute befindet sich im Herrenhaus ein Hotel.